# Regimiento de Ferrocarriles
El Regimiento de Ferrocarriles fue una unidad de Ingenieros de ferrocarriles del Ejército de Tierra Español. Originalmente creado en 1884 como el "Batallón de Ferrocarriles", sufrió numerosas transformaciones hasta que en 1994 se dio lugar a la nueva unidad con la fusión del Regimiento de Zapadores Ferroviarios n.º 13 y del Regimiento de Movilización y Prácticas de Ferrocarriles n.º 14. Desapareció tras su desactivación en diciembre de 2008.

## Historia

### Los predecesores
Sus orígenes hay que encontrarlos en 1872, cuando por la Real Orden de 3 de octubre se crean dos Compañías de Ferrocarriles para los dos únicos Regimientos de Ingenieros que existían en ese momento. Varios años más tarde, en 1884, se constituye el primer "Batallón de Ferrocarriles" compuesto por una Compañía de Vía y Obras y por una Compañía de Explotación, cuyo primer acuartelamiento se ubicó en el madrileño Cuartel de la Montaña (Madrid). En 1912, por el Real Decreto de 4 de octubre, se crea el primer Regimiento de Ferrocarriles, constituido por ocho Compañías de Depósito y ocho Compañías Activas. En 1921, tras el desastre de Annual, los ferrocarriles del Protectorado (Melilla) quedaron bajo supervisión militar y bajo el mando del general Pedro Vives Vich, enviado a Marruecos con las atribuciones de general de ingenieros en todos los servicios del Cuerpo. Se estableció un Batallón con carácter especial que reparó la infraestructura y se utilizaron trenes blindados para apoyo y transporte de recursos, y en julio de 1922 volvió a operar la línea con carácter regular.
En 1936 en Leganés se encontraban acuartelados dos regimientos de ferrocarriles (n.º 1 y n.º 2), formados a su vez por dos batallones. Los dos regimientos estaban mandados, respectivamente, por los coroneles Castillo Miguel y Aspiazu Paúl. Tras el estallido de la Guerra Civil, los regimientos quedaron en la zona republicana pero poco después fueron disueltos. Tras la contienda se reorganizaron las secciones ferroviarias del Ejército, y aparecen la "Agrupación de Batallones de Movilización y Prácticas de Ferrocarriles" y la "Agrupación de Batallones de Zapadores Ferroviarios", la cual pasó a ubicarse en Cuatro Vientos el 10 de febrero de 1940, antiguo Destacamento de los ya disueltos Regimientos de Ferrocarriles. En 1963 las Agrupaciones cambiaron su nombre por la de Regimientos (n.º 14 y n.º 13, respectivamente).

### El Regimiento n.º 13
En 1994 tuvo lugar la fusión del "Regimiento de Zapadores Ferroviarios n.º 13" y del "Regimiento de Movilización y Prácticas de Ferrocarriles n.º 14", dando lugar a uno unificado y denominado "Regimiento de Ferrocarriles n.º 13". En 1997 el regimiento se reorganizó en dos batallones, uno de Ferrocarriles y otro de Zapadores, pero en el año 2000, y debido a procesos de adaptación orgánica, se debió desactivar el Batallón de Zapadores. En 2001 se produjo el traslado del Regimiento de Ferrocarriles n.º 13 desde su acuartelamiento en Madrid a Zaragoza, ubicándose en las antiguas instalaciones del Centro de Adiestramiento y Doctrina "San Gregorio". El nuevo acuartelamiento se encontraba a unos ocho kilómetros de Zaragoza, disponiendo de Estación Militar para composición y clasificación de convoyes ferroviarios militares, así como de material rodante. Al año siguiente su Plantilla Orgánica Reglamentaria quedó establecida en 43 Cuadros de mando y 113 de Tropa profesional.
El 15 de diciembre de 2008 fue disuelto el Regimiento de Ferrocarriles n.º 13, poniendo fin a 124 años de historia. Sus efectivos fueron integrados en el Regimiento de Pontoneros y Especialidades de Ingenieros n.º 12 (RPEI 12), que pasó a contar con una compañía de ferrocarriles encargada de desarrollar estas funciones.

## Estructura y equipamiento
Las funciones de los ingenieros del regimiento se dedicaban a conducción de locomotoras, maquinaria de vía, operadores de maquinaria pesada y autogrúas, personal de estación ... en general, las atribuciones del personal ferroviario de carácter civil. El Regimiento dispuso, además, de una plantilla de material rodante, especialmente plataformas de transporte y maquinaria de reparaciones e inspección. Tuvo también a su disposición una antigua locomotora de vapor, conocida como La Vaporosa, que se mantuvo operativa para ocasiones especiales.